# Công Sơn
Công Sơn là một xã thuộc tỉnh Lạng Sơn, Việt Nam.

## Địa lý
Xã Đồng Đăng có vị trí địa lý:
- Phía đông giáp xã Ba Sơn
- Phía nam giáp xã Mẫu Sơn
- Phía tây giáp xã Cao Lộc và phường Kỳ Lừa
- Phía bắc giáp xã Cao Lộc và xã Ba Sơn .

Theo thống kê năm 2024, xã có diện tích 91,57 km², dân số là 24.976 người, mật độ dân đạt 76 người/km².

## Lịch sử
Ngày 1 tháng 7 năm 2025, Ủy ban Thường vụ Quốc hội ban hành Nghị quyết số 1672/NQ-UBTVQH15 về việc sắp xếp các đơn vị hành chính cấp xã của tỉnh Lạng Sơn năm 2025. Theo đó,Sắp xếp toàn bộ diện tích tự nhiên, quy mô dân số của các xã Hòa Cư, Hải Yến và Công Sơn thành xã mới có tên gọi là xã Công Sơn.